# Apona ligustri
Apona ligustri är en fjärilsart som beskrevs av Clayton Dissinger Mell 1929. Apona ligustri ingår i släktet Apona och familjen Eupterotidae. Inga underarter finns listade i Catalogue of Life.